# Гахенбах
Гахенбах (њем. Gachenbach) општина је у њемачкој савезној држави Баварска. Једно је од 18 општинских средишта округа Нојбург-Шробенхаузен. Према процјени из 2010. у општини је живјело 2.332 становника. Посједује регионалну шифру (AGS) 9185131.

## Географски и демографски подаци
Гахенбах се налази у савезној држави Баварска у округу Нојбург-Шробенхаузен. Општина се налази на надморској висини од 452 метра. Површина општине износи 30,2 km². У самом мјесту је, према процјени из 2010. године, живјело 2.332 становника. Просјечна густина становништва износи 77 становника/km².